# Шуленбург (Тексас)
Шуленбург (енгл. Schulenburg) град је у америчкој савезној држави Тексас. По попису становништва из 2010. у њему је живело 2.852 становника.

## Демографија
Према попису становништва из 2010. у граду је живело 2.852 становника, што је 153 (5,7%) становника више него 2000. године.
| Група             | 2000.         | 2010.         |
| Белци             | 1.900 (70,4%) | 1.705 (59,8%) |
| Афроамериканци    | 417 (15,5%)   | 457 (16,0%)   |
| Азијати           | 9 (0,3%)      | 9 (0,3%)      |
| Хиспаноамериканци | 366 (13,6%)   | 672 (23,6%)   |
| Укупно            | 2.699         | 2.852         |